# Elezioni presidenziali in Corea del Sud del 1987
Le elezioni presidenziali in Corea del Sud del 1987 si tennero il 16 dicembre; si trattò delle prime elezioni a suffragio popolare diretto, e fecero seguito al processo di democratizzazione che, durante il mandato di Roh Tae-woo, aveva condotto alla nascita della Sesta Repubblica.
Le elezioni ebbero luogo all'esito di una serie di proteste scoppiate prima dei Giochi della XXIV Olimpiade a Seul. Roh vinse le elezioni col 37% dei voti; l'affluenza fu dell'89.2%.

## Contesto
Le elezioni si tennero in seguito ad una serie di proteste a livello nazionale che richiedevano elezioni libere e prive di brogli e libertà civili.
Il periodo dal 10 al 29 giugno divenne noto come lotta di giugno e i manifestanti riuscirono a persuadere il dittatore Chun Du-Hwan e il suo successore designato 
Roh Tae-woo ad accettare alcune richieste e a creare il nono emendamento della Costituzione.

### Processo di revisione costituzionale
Sotto la presidenza di Chun Doo-hwan, la Costituzione era stata riscritta per mantenere il suo potere e portare il mandato presidenziale alla durata di sette anni, ed erano state approvate leggi come la Legge Basica sulla Stampa, che chiuse centinaia di giornali.
Comunque, grazie al successo del partito di opposizione Nuova Democrazia nelle elezioni del 12 aprile 1985, furono lanciati appelli per una revisione costituzionale. Il 13 aprile 1986, Chun fece un discorso in difesa della Costituzione vigente, nel quale stabilì che il successore alla presidenza sarebbe stato un membro del suo partito, il Partito della Giustizia Democratica e che tutti i dibattiti sulla Costituzione sarebbero cessati fino ai Giochi della XXIV Olimpiade. Il Partito della Giustizia Democratica disse che l'opposizione era frammentata, e non poteva comportarsi come un organo con cui trattare. Si credeva infatti che l'incertezza politica avrebbe rovinato sia i Giochi Olimpici, sia le imminenti elezioni.
Dopo circa un mese, il 10 giugno, esplosero le proteste non appena Roh Tae-woo fu annunciato successore alla presidenza in quanto segretario del Partito della Giustizia Democratica. La natura dell'annuncio e la morte dello studente universitario Park Jong-chul, che fu torturato dalla polizia, fomentarano le proteste in Corea. Nelle settimane seguenti, si tennero proteste a livello nazionale, e il 29 giugno il candidato Roh Tae-woo cedette e dovette accettare le richieste di emendamenti costituzionali, proponendo un piano di otto punti:
- Partecipazione diretta alle imminenti elezioni presidenziali di tutti i cittadini di età superiore ai 20 anni
- Libertà di candidatura ed assenza di brogli
- Amnistia per Kim Dae-jung ed altri prigionieri politici
- Protezione della dignità umana e promozione dei diritti umani basici
- Libertà di stampa ed abolizione della restrittiva Legge Basica sulla Stampa
- Autonomia nell'educazione ed autogoverno locale
- Creazione di un nuovo clima politico per il dialogo ed il compromesso
- Impegno per attuare audaci riforme per costruire una società più pulita, onesta e giusta.

Il nuovo emendamento costituzionale fu ratificato dall'Assemblea Nazionale il 12 ottobre e il 27 ottobre vi fu un referendum popolare. Il 93% dei votanti si espresse a favore dell'emendamento, che permise l'elezione diretta e democratica del sesto presidente della Corea del Sud.

### Partiti maggiori
Il Partito della Giustizia Democratica era stato fondato nel 1980 da Chun Doo-hwan, in seguito al Colpo di Stato in Corea del Sud del 12 dicembre 1979, come mezzo per la prosecuzione del regime militare autoritario instaurato da Park Chung-hee. Fu il partito del Presidente dal 1980 al 1993, quando terminò il mandato di Roh Tae-woo.
Il Partito Democratico per la Riunificazione fu fondato quando Kim Young-sam e Kim Dae-jung si separarono da Corea Democratica in seguito a contrasti interni. I due Kim portarono con sé 66 deputati su 90, e Kim Young-sam fu eletto segretario. Chun denunciò il partito come un "partito privato dei due Kim]", e tentò di rifiutare qualunque dialogo tra il Partito della Giustizia Democratica e il Partito Democratico per la Riunificazione. Il partito tenne il suo primo incontro lo stesso giorno in cui il Presidente Chun dichiarava la sospensione della revisione costituzionale. Kim Young-sam corse come candidato per il Partito Democratico per la Riunificazione.
Il partito Pace e Democrazia fu fondato come una corrente del Partito Democratico per la Riunificazione, quando Kim Dae-jung uscì dal gruppo per candidarsi alla presidenza. Ciò avvenne in seguito all'annuncio del supporto da parte di un movimento della Lotta di giugno.

### Candidati principali
Roh Tae Woo era il segretario del Partito della Giustizia Democratica prima dell'annuncio della sua candidatura alla presidenza, ed era stato Ministro di Stato per la Sicurezza Nazionale e gli Affari Esteri. Aveva anche supervisionato i lavori per i Giochi Olimpici.
Kim Yung Sam era il presidente della Partito Democratico per la Riunificazione. Era un attivista democratico sudcoreano che si era opposto ai regimi di Park Chung-hee e Chun Doo-hwan. Era stato anche presidente del Nuovo Partito Democratico dal 1974 al 1979. Era stato posto agli arresti domiciliari in seguito all'ascesa di Chunal potere, ma fu rilasciato durante il processo di democratizzazione nel 1985. Fondò il Partito Democratico per la Riunificazione e divenne Presidente nelle elezioni presidenziali del 1992.
Kim Dae Jung era stato arrestato ed escluso dalla politica per il suo atteggiamento contro il governo nel 1978, anche se poi gli furono concessi gli arresti domiciliari. Nel 1980 fu arrestato nuovamente e condannato a morte dal regime di Chun, anche se la sua sentenza fu commutata a 20 anni di carcere. In seguito al processo di democratizzazione, Kim fu rilasciato ed entrò prima in Corea Democratica e poi nel Partito Democratico per la Riunificazione, per poi correre comecandidato alla presidenza per Pace e Democrazia.Premio Nobel per la Pace nel 2000, fu presidente della Corea del Sud dal 1998 al 2003.

#### Altri candidati significativi
Kim Jong-pil era a capo del Nuovo Partito Democratico Repubblicano, ed era stato Primo Ministro durante la presidenza di Park Chung-hee.
Shin Jeong-yil era il leader del Partito Hanista per l'Unificazione della Corea ed il fondatore della religione Hanol-gyo.
Hong Sook-ja era la presidente del Partito Socialista Democratico, e la prima donna a ricoprire l'incarico di diplomatico in Corea del Sud. Fu la prima donna a candidarsi alla presidenza, anche se poi si ritirò e supportò Kim Young-sam.

## Risultati
| Roh Tae-woo     | Partito della Giustizia Democratica      | 8 282 738  | 36,64 |  |  |  |  |  |
| Kim Young-sam   | Partito Democratico della Riunificazione | 6 337 581  | 28,04 |  |  |  |  |  |
| Kim Dae-jung    | Partito Democratico della Pace           | 6 113 375  | 27,05 |  |  |  |  |  |
| Kim Jong-pil    | Nuovo Partito Repubblicano Democratico   | 1 823 067  | 8,07  |  |  |  |  |  |
| Shin Jeong-yil  | Partito della Corea Unificata            | 46 650     | 0,21  |  |  |  |  |  |
| Totale          | Totale                                   | 22 603 411 | 100   |  |  |  |  |  |
|                 |                                          |            |       |  |  |  |  |  |
| Voti non validi | Voti non validi                          | 463 008    | 2,01  |  |  |  |  |  |
| Votanti         | Votanti                                  | 23 066 419 | 89,15 |  |  |  |  |  |
| Elettori        | Elettori                                 | 25 873 624 |       |  |  |  |  |  |

### Risultati per provincia
| Provincia o città | Roh Tae-woo DJP | Roh Tae-woo DJP | Kim Young-sam RDP | Kim Young-sam RDP | Kim Dae-jung PPD | Kim Dae-jung PPD | Kim Jong-pil NDRP | Kim Jong-pil NDRP |
| Provincia o città | Voti            | %               | Voti              | %                 | Voti             | %                | Voti              | %                 |
| ----------------- | --------------- | --------------- | ----------------- | ----------------- | ---------------- | ---------------- | ----------------- | ----------------- |
| Seul              | 1.682.824       | 30,3％          | 1.637.347         | 29,1％            | 1.833.010        | 32,6％           | 460.988           | 8,2％             |
| Pusan             | 640.622         | 32,1％          | 1.117.011         | 56,0％            | 182.409          | 9,1％            | 51.663            | 2,6％             |
| Taegu             | 800.363         | 70,7％          | 274.880           | 24,3％            | 29.831           | 2,6％            | 23.230            | 2,1％             |
| Incheon           | 326.186         | 39,4％          | 248.604           | 30,0％            | 176.611          | 21,3％           | 76.333            | 9,2％             |
| Gwangju           | 22.943          | 4,8％           | 2.471             | 0,5％             | 449.554          | 94,4％           | 1.111             | 0,2％             |
| Gyeonggi          | 1.204.235       | 41,4％          | 800.274           | 27,5％            | 647.934          | 22,3％           | 247.259           | 8,5％             |
| Gangwon           | 456.596         | 59,3％          | 240.585           | 26,1％            | 81.478           | 8,8％            | 49.954            | 5,4％             |
| Chungcheongbuk    | 355.222         | 46,9％          | 213.851           | 28,2％            | 83.132           | 11,0％           | 102.456           | 13,5％            |
| Chungcheongnam    | 402.491         | 26,2％          | 246.527           | 16,1％            | 190.772          | 12,4％           | 691.214           | 45,0％            |
| Jeollabuk         | 160.760         | 14,1％          | 17.130            | 1,5％             | 948.955          | 83,5％           | 8.629             | 0,8％             |
| Jeollanam         | 119.229         | 8,2％           | 16.826            | 1,2％             | 1.317.990        | 90,3％           | 4.831             | 0,3％             |
| Gyeongsangbuk     | 1.108.035       | 66,4％          | 470.189           | 28,2％            | 39.756           | 2,4％            | 43.227            | 2,6％             |
| Gyeongsangnam     | 792.757         | 41,2％          | 987.042           | 51,3％            | 86.804           | 4,5％            | 51.242            | 2,7％             |
| Jeju              | 120.502         | 49,8％          | 64.844            | 26,8％            | 45.139           | 18,6％           | 10.930            | 4,5％             |